# Lighwa
Lighwa è una circoscrizione rurale (rural ward) della Tanzania situata nel distretto di Ikungi, regione di Singida. Conta una popolazione di 7 245 abitanti (censimento 2012).